# Дейности в областта на технически системи за сигурност
Дейности в областта на технически системи за сигурност е един от 3-те подотрасъла на дейностите по охрана и разследване в Статистическата класификация на икономическите дейности за Европейската общност.
Секторът обхваща частните услуги по охрана чрез използване на специализирани охранителни системи за сигнализация при неправомерен достъп или пожар, които могат да включват и продажбата, инсталирането и поддръжката на такива системи.